# Sciades masbatensis
Sciades masbatensis är en skalbaggsart som först beskrevs av Stefan von Breuning 1957.  Sciades masbatensis ingår i släktet Sciades och familjen långhorningar.
Artens utbredningsområde är Filippinerna. Inga underarter finns listade i Catalogue of Life.